# Katja Schot
Catharina Maria (Katja) Schot (Amsterdam, 15 maart 1925 - Rijswijk, 28 januari 1996) was een Nederlandse bewaakster in Kamp Vught tijdens de Tweede Wereldoorlog. Ze werd door de gevangenen beschouwd als de meest sadistische bewaakster in het kamp.

## Levensloop

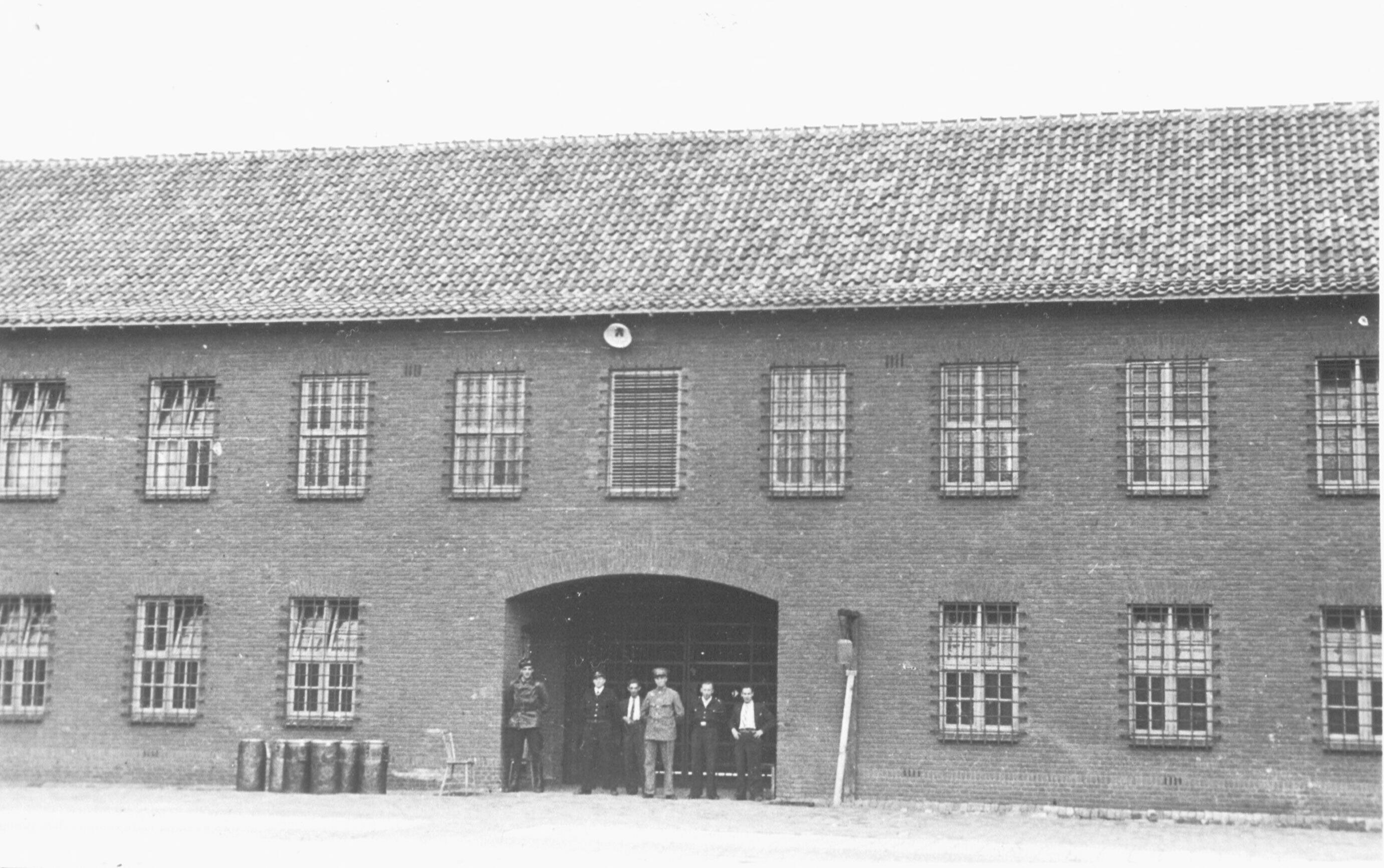
Bunker van Kamp Vught

Katja Schot werd geboren op 15 maart 1925 in Amsterdam. Ze was de dochter van Jan Hendrik Schot en Gerritdiena Bijleveld. Haar vader was lid van de Nationaal-Socialistische Beweging en op veertienjarige leeftijd werd ze lid van de Nationale Jeugdstorm. In Amsterdam werkte ze als dienstmeisje, maar haar vader raadde haar aan als bewaakster in Kamp Vught te gaan werken, omdat ze daar meer zou verdienen. In juli 1943, Schot was toen achttien jaar oud, meldde ze zich als bewaakster aan.
In Kamp Vught was ze een van de ongeveer twintig Aufseherinnen die de vrouwelijke gevangenen bewaakten. Ze kreeg een opleiding van zes weken in concentratiekamp Ravensbrück en daarna keerde ze terug naar Nederland. Aanvankelijk was ze een erg gemoedelijke bewaakster, maar na haar opleiding was haar gedrag veranderd. Ze schold gevangenen uit, mishandelde en vernederde hen, en legde hen op eigen initiatief straffen op. Gevangenen die opgesloten zaten in de bunker gaf ze geen eten. Daarnaast stal ze pakketten van gevangenen. Door haar gedrag werd ze erg berucht. Als gevangenen haar zagen aankomen, waarschuwden ze elkaar met de woorden 'dikke lucht'.
Schot was betrokken bij het bunkerdrama dat plaatsvond op op 15 januari 1944. Ze had samen met bewaakster Suze Arts de 74 gevangenen eigenhandig de cel ingeduwd. Bij het bunkerdrama kwamen tien vrouwen om het leven. De volgende ochtend was het Schot die de cel weer opende. In Kamp Vught had Schot een relatie met SS'er Friedrich Meyerhoff. Naar verluidt zou zij in de nacht van het bunkerdrama zwanger van hem zijn geworden. Vanaf eind 1944 tot en met maart 1945 werkte ze in kamp Ravensbrück.

## Arrestatie en veroordeling
Na het einde van de Tweede Wereldoorlog werd ze in Duitsland gearresteerd. In 1946 werd ze aan Nederland uitgeleverd en het jaar daarna verscheen ze voor de rechtbank. Door het Bijzonder Gerechtshof van Amsterdam werd ze veroordeeld tot twintig jaar cel met aftrek van het voorarrest. Daarnaast werd ze voor het leven ontzet uit haar burgerrechten. Bij de veroordeling werden haar jonge leeftijd en het feit dat ze opgroeide in een NSB-milieu meegenomen als verzachtende omstandigheden. De oorspronkelijke eis was levenslang. Bij de rechtszaak waren een aantal vrouwen aanwezig die het bunkerdrama hadden overleefd. Schot werd na de oorlog door voormalige gevangenen omschreven als 'een loeder' met een 'minderwaardig en wispelturig karakter'.

## Na de oorlog
Schot werd negen jaar na haar veroordeling vrijgelaten. Ze trouwde met een voormalig SS'er en heeft nooit spijt betuigd voor haar daden. Ze overleed in Rijswijk op 28 januari 1996.